# Hrabstwo Jefferson (Kentucky)

Piramida wieku hrabstwa

Hrabstwo Jefferson – hrabstwo w USA, w stanie Kentucky. Według danych z 2010 roku, hrabstwo zamieszkiwało 741096 osób. Siedzibą hrabstwa jest Louisville.

## Miasta
- Anchorage
- Audubon Park
- Bancroft
- Barbourmeade
- Beechwood Village
- Bellemeade
- Bellewood
- Blue Ridge Manor
- Briarwood
- Broad Fields
- Broeck Pointe
- Brownsboro Farm
- Brownsboro Village
- Cambridge
- Cherrywood Village
- Coldstream
- Creekside
- Crossgate
- Douglass Hills
- Druid Hills
- Fairmeade
- Fincastle
- Forest Hills
- Glenview Hills
- Glenview Manor
- Glenview
- Goose Creek
- Graymoor-Devondale
- Green Spring
- Heritage Creek
- Hickory Hill
- Hills and Dales
- Hollow Creek
- Hollyvilla
- Houston Acres
- Hurstbourne Acres
- Hurstbourne
- Indian Hills
- Jeffersontown
- Keeneland
- Kingsley
- Langdon Place
- Lincolnshire
- Lyndon
- Lynnview
- Manor Creek
- Maryhill Estates
- Meadow Vale
- Meadowbrook Farm
- Meadowview Estates
- Middletown
- Mockingbird Valley
- Moorland
- Murray Hill
- Norbourne Estates
- Northfield
- Norwood
- Old Brownsboro Place
- Parkway Village
- Plantation
- Plymouth Village
- Poplar Hills
- Prospect
- Richlawn
- Riverwood
- Rolling Fields
- Rolling Hills
- Seneca Gardens
- Shively
- South Park View
- Spring Mill
- Spring Valley
- Springlee
- St. Matthews
- St. Regis Park
- Strathmoor Manor
- Strathmoor Village
- Sycamore
- Ten Broeck
- Thornhill
- Watterson Park
- Wellington
- West Buechel
- Westwood
- Whipps Millgate
- Wildwood
- Windy Hills
- Woodland Hills
- Woodlawn Park
- Worthington Hills